# 本田みちよ
本田 みちよ（ほんだ みちよ、戸籍名：池内みちよ　旧姓：本田、1973年11月20日 - ）は、日本の音楽家。OVERROCKETとして活動。CM、TV、映画など映像音楽のヴォーカル、WEB音楽番組「MUSIC SHARE」代表で番組の司会やプロデュースを手掛けるなど、多彩な活動を展開するアーティスト。夫は俳優の池内万作。

## 人物エピソード
しぶや花魁にて行った2時間のLIVEで2曲しか歌わなかったことがある(ほぼトークショーだった)。
2015年11月8日放送、文化放送 立川志の輔のラジオ番組　落語DEデート にて、番組内で志の輔に「歌手の人はたいがい自分の曲を流してほしいというもんだが、自分の音源を持って来なかった初めての人だ」と言われるほどに、お喋りに時間を割いた。

## プロデュース
- MUSIC SHARE WEB音楽番組 (2014年7月5日からスタート)
- 博せ (関口知宏) 1st アルバム　七変化

## アニメ
- ギルティクラウン close your eyes　<feat.Michiyo Honda> 　フジテレビ

## ゲーム
- FINAL FANTASY XIII-2エクリプス
- Deemo I Race the Dawn

## 映画
- シネマの天使（2015年）
- おいしい生活  (2019年)

## CM・SOUND DESIGN等
- ルナルナ(アジア圏)
- レオパレス 21「それぞれの夢」
- CITIZEN「xC（クロスシー）」
- PlayStation「エアーコンバット」
- XBOX「鉄騎」

## ディスコグラフィ
■KANADe
- TARIKi アルバム 2014年

■Mijk van Dijk
- My Wire To You 2013年  (石野卓球主催 WIRE13コンピに収録)

■本田みちよソロ
- The Brightest Day 2012年1月
- Time to fly　2012年2月
- YOUR VOICE　2012年3月
- GAME BOYZ　2012年4月
- ちょんまげDISCO goes WEST　2012年5月
- Restless World　2012年6月
- Restress World eutron pritty mix　2012年6月
- wasurenai　2012年7月
- エレクトロニカにご用心　2012年8月
- 私は懲役200年　2012年9月
- Sorry　2012年10月
- Paradise Lost　2012年11月
- It's ME!!!　2012年12月
- START　2013年

■OVERROCKET 
- blue drum アルバム　2000年
- WEATHER FORECAST シングル　2001年
- Mariner's Valley アルバム　2001年
- PreEcho アルバム　2002年
- SUNSET BICYCLE シングル　2002年
- TEXT シングル　2002年
- POP MUSIC　2003年
- POST PRODUCTION アルバム　2003年
- SUNSET BICYCLE イギリスのクラブ誌 [MIX MAG]シ ングル・オブ・ザ・マンス
- OVERROCKET アルバム　2004年
- MUSIC KILLS アルバム　2012年

■FARBE（SHIN NISHIMURA＋CHIZAWA Q＋MICHIYO HONDA） 
- Colours アルバム 2006年

■戸田誠司 
- there she goes アルバム　2006年

■Jaermulk Manhattan 
- British Bulldogs アルバム　2009年6月

■GEKKAN PROBOWLER 
- eRevest アルバム　2009年7月

■V.A.「STYLIST」2009年11月 
■佐藤礼央 
- A breeze and the green warmth